# Anna Maria Anders
Anna Maria Anders (Londra, 22 novembre 1950) è una politica, attivista e diplomatica polacca con cittadinanza britannica naturalizzata statunitense, dal 2016 segretario di stato nella KPRM (Cancelleria del Primo Ministro) e plenipotenziario del presidente del Consiglio dei ministri per il dialogo internazionale, senatrice della IX legislatura, dal 2016 presidente del Consiglio per la Protezione della Memoria di lotta e martirio.

## Biografia
Figlia del generale Władysław Anders e Irena Anders. Nel 1986 sposa l'ufficiale statunitense Robert Costa (1934–2007), con il quale ha un figlio Wladyslaw Robert Costa (nato nel 1993), Ranger dell'esercito degli Stati Uniti.
Si è laureata in filologia romanza all'Università di Bristol, conseguendo un MBA in economia all'Università di Boston. Impiegata presso l'ufficio stampa UNESCO a Parigi e in compagnie petrolifere e immobiliari.
Dopo la morte di sua madre, è divenuta presidente del consiglio di amministrazione della Fondazione intitolata a suo padre, il generale Władysław Anders, che si occupa tra l'altro di concedere borse di studio per studenti di origine polacca provenienti dai paesi dell'ex Unione Sovietica.
Alle elezioni parlamentari in Polonia del 2015 si è candidata senza successo come senatrice nel collegio elettorale numero 44 del partito Diritto e Giustizia (PiS), ottenendo 154 746 voti (40,76%).
Il 15 gennaio 2016 è diventata Presidente del Consiglio per la Protezione della Memoria di lotta e martirio, Segretario di Stato della Cancelleria del Primo Ministro e rappresentante del primo ministro per il dialogo internazionale.. Nel marzo dello stesso anno, ha cessato di essere il capo del ROPWiM, rimanendo nelle altre funzioni della Cancelleria del Primo Ministro.
Nel 2016, è diventata una candidata al PiS alle elezioni suppletive al Senato nel Distretto 59. Come risultato del voto del 6 marzo 2016, ha ottenuto il mandato di senatore della IX legislatura, ottenendo 30 661 voti (47,26%) e sconfiggendo, tra gli altri Mieczysław Bagiński, che è stato sostenuto dal 41,03% degli elettori. Ha prestato giuramento il 9 marzo 2016, nello stesso giorno in cui è entrata a far parte del gruppo parlamentare Diritto e Giustizia, restando indipendente. Nel 2019 viene nominata ambasciatrice a Roma.

## Premi e onorificenze
- Croce d'Oro al Merito (per i successi nel mondo degli affari per i veterani polacchi nel Regno Unito, per divulgare i risultati del 2 ° Corpo Polacco) – 2014[17]
- Distintivo occasionale "Medaglia del 100º anniversario della fondazione dell'esercito polacco"  – 2018[18]
- Distintivo d'Onore al merito per l'Associazione dei siberiani deportati– 2015[19]
- Membro onorario dell'Unione degli ufficiali di riserva della Repubblica di Polonia – 2015[20][21]